# Demián Bichir
Pour les articles homonymes, voir Famille Bichir.
Demián Bichir Nájera, né le 1er août 1963 à Mexico est un acteur mexicano-américain pour le cinéma et la télévision. Il fait partie de la famille Bichir, très présente dans le cinéma mexicain.
Sa carrière est internationale : il apparaît dans des productions espagnoles, américaines et françaises. Il a été nommé à l'Oscar du meilleur acteur pour A Better Life. Bichir est né à Torreón. Ses parents sont les acteurs Alejandro Bichir et Maricruz Nájera.[ 6] Ses frères, Odiseo et Bruno, sont également acteurs.[ 7] Sa famille paternelle est d'origine libanaise.[ 8] Il a travaillé à la National Theater Company, Shakespeare et Dostoïevski, et à l'Association mexicaine des critiques de théâtre.[ 9] Il a fréquenté le Lee Strasberg Theatre and Film Institute.[ 10] Il est un ambassadeur de l'Union américaine des libertés civiles des droits de l'immigration.[ 11][12][13] Sa femme, Stefanie Sherk, est décédée dans une piscine le 12 avril 2019.[ 14][15][16][17][18] Bichir a une fille, Gala.[ 19][20][21]

## Filmographie

### Cinéma

#### Longs métrages
- 1977 : Fantoche de Jorge de la Rosa : Nino (non crédité)
- 1985 : Viaje al paraíso de Ignacio Retes : Chuy
- 1986 : Astucia de Mario Hernandez : Tapatio
- 1987 : Hôtel Colonial de Cinzia Th. Torrini : jeune employé de l'hôtel
- 1988 : The Penitent de Cliff Osmond : Roberto
- 1989 : Rojo amanecer de Jorge Fons : Jorge
- 1992 : Marea suave de Juan Manuel González : ?
- 1993 : Miroslava de Alejandro Pelayo : Ricardo
- 1993 : La Vida conyugal de Carlos Carrera : Gaspar
- 1994 : Hasta morir de Fernando Sarinana : Mauricio
- 1994 : Pruebas de amor de Jorge Prior : ?
- 1994 : Ya la hicimos de Rafael Montero : Heriberto
- 1995 : Personne ne parlera de nous quand nous serons mortes de Agustin Diaz Yanes : Omar
- 1996 : Salón México de José Luis Garcia Agraz : Inspecteur Casteléon
- 1996 : Le Guerrier d'acier de Norberto Barba : Rio
- 1996 : Cilantro y perejil de Rafael Montero : Carlos Rodriguez
- 1997 : Perdita Durango de Álex de la Iglesia : Catalina
- 1998 : Luces de la noche de Sergio Munoz Guemes : Eduardo Joven
- 1999 : Esperanza et ses saints de Alejandro Springall : Cacomixtle
- 1999 : Sexo, pudor y lágrimas de Antonio Serrano : Tomas
- 1999 : Ave María de Eduardo Rossoff : Daniel
- 2000 : Todo el poder de Fernando Sarinana : Gabriel
- 2000 : La Toma de la embajada de Ciro Durán : Rosemberg Pabon, Commandant Uno
- 2000 : Cerebro d'Andrés Leon Becker : ?
- 2001 : Sans nouvelles de Dieu d'Agustín Díaz Yanes : Many Chavez
- 2002 : Ciudades oscuras de Fernando Sarinana : Mario
- 2002 : Heartbreak Hospital de Ruedi Gerber : Tonio
- 2004 : Hipnos de David Carreras : Miguel
- 2005 : American Visa de Juan Carlos Valdivia : Professeur Mario Alvarez
- 2006 : Fuera del cielo de Javier 'Fox' Patron : Malboro
- 2008 : Enemigos íntimos de Fernando Sarinana : ?
- 2008 : Che, 1re partie : L'Argentin de Steven Soderbergh : Fidel Castro
- 2008 : Che, 2e partie : Guerilla de Steven Soderbergh : Fidel Castro
- 2010 : The Runaway d'Ian Power : Ernesto Cordoba
- 2010 : Hidalgo: La historia jamás contada d'Antonio Serrano : Miguel Hidalgo
- 2011 : A Better Life de Chris Weitz : Carlos Galindo
- 2011 : El sueno de Ivan de Roberto Santiago : Entrenador Torres
- 2011 : Foreverland de Max McGuire : Salvador
- 2012 : Savages d'Oliver Stone : Alex Rayes
- 2012 : El Santos vs la Tetona Mendoza de Alejandro Lozano : Cerdo Guiterrez 03 (voix)
- 2013 : Les Flingueuses (The Heat) de Paul Feig : Hale
- 2013 : Dom Hemingway de Richard Shepard : Mr. Fontaine
- 2013 : Machete Kills de Robert Rodriguez : Mendez
- 2014 : Mort à Buenos Aires (Muerte en Buenos Aires) de Natalia Meta : Chavez
- 2014 : Words with Gods de film collectif : ?
- 2015 : Les Huit Salopards (The Hateful Eight) de Quentin Tarantino : Bob / Marco le Mexicain
- 2016 : Lowriders de Ricardo de Montreuil : Miguel Alvarez
- 2016 : Good Kids de Chris McCoy : Yaco
- 2016 : 7:19 de Jorge Michel Grau : Fernando Pellicer
- 2016 : Un Cuento de Circo & A Love Song de lui-même : Refugio
- 2017 : Alien: Covenant de Ridley Scott : Lope
- 2017 : Walden: Life in The Woods de Alex Harvey (en) : Ramirez
- 2018 : Corazon de John Hillcoat : Dr Mario Garcia
- 2018 : La Nonne (The Nun) de Corin Hardy : père Burke
- 2020 : The Grudge de Nicolas Pesce : détective Goodman
- 2020 : Minuit dans l'univers (The Midnight Sky) de George Clooney
- 2021 : Chaos Walking de Doug Liman : Ben
- 2021 : Godzilla vs Kong d'Adam Wingard : Walter Simmons
- 2021 : Land de Robin Wright : Miguel Borrás
- 2024 : A Circus Story & A Love Song de lui-même : Refugio
- 2024 : Without Blood d'Angelina Jolie : Tito
- 2025 : Black Phone 2 de Scott Derrickson

#### Courts métrages
- 1988 : Carmen Vampira de Sandra Luz Aguilar
- 1996 : Cococobana de Andrés Leon Becker et Javier Solar
- 1998 : Cruz de Kenya Marquez
- 2000 : El Silencio del tiempo de Sandra Reznick
- 2004 : Noche en Lima de Carlos Carcas
- 2008 : Live, Love, Laugh, But... de Virginia Llera

### Télévision

#### Séries télévisées
- 1977 : Rina : Juanito
- 1982 : Vivir enamorada : Nacho (3 épisodes)
- 1983 : Cuando los hijos se van : Ricardo (3 épisodes)
- 1984 : Guadalupe : ? (3 épisodes)
- 1984 : Los Años felices : Tomas (3 épisodes)
- 1987 : El Rincón de los prodigios : Monchito (124 épisodes)
- 1994 : Mujer, casos de la vida real : ? (2 épisodes)
- 1995 : Lazos de amor : Valente Segura (3 épisodes)
- 1996 : Nada personal : Commandant Alfonso Carbajal (120 épisodes)
- 1997 : Madame le Consul : Hernandez (1 épisode)
- 1997 : Demasiado corazón : Commandant Alfonson Carbajal (169 épisodes)
- 2004 : Zapata: Amor en rebeldía : Emiliano Zapata (mini-série, 6 épisodes)
- 2005 : La Otra mitad del sol : Felipe Saenz (104 épisodes)
- 2006 : Sombreros : Mr. Nielson (pilote non retenu)
- 2008 : Capadocia : Carlos (3 épisodes)
- 2008 - 2010 : Weeds : Esteban Reyes (27 épisodes)[1]
- 2013 - 2014 : The Bridge : Marco Ruiz (26 épisodes)
- 2019 : Grand Hotel : Santiago Mendoza (rôle principal, 13 épisodes)
- 2022 : Let the Right One In : Mark Kane

#### Téléfilms
- 1983 : Les disparues de Joseph Sargent : Armando
- 2001 : In the Time of the Butterflies de Mariano Barroso : Manolo

#### Réalisation
- 2024 : A Circus Story & A Love Song

## Distinctions
Sauf indication contraire ou complémentaire, les informations mentionnées dans cette section proviennent de la base de données IMDb.

### Récompenses
- 1995 : Ariel d'argent du meilleur acteur pour Hasta morir
- 2002 : MTV Movie Award-Mexico du meilleur Bichir dans un film pour Sans nouvelles de Dieu
- Huelva Latin American Film Festival 2010 : meilleur acteur pour Hidalgo, La historia jamas contada.
- Huelva Latin American Film Festival 2011 : meilleur acteur
- Festival international du film de Santa Barbara 2012 : Virtuoso Award du meilleur acteur pour A Better Life
- Imagen Awards 2014 : meilleur acteur de télévision pour The Bridge
- Festival du film de Hollywood 2015 : meilleure distribution pour Les huit salopards[3]
- Oaxaca FilmFest 2016 : meilleur acteur pour 7:19

### Nominations
- Premio Ariel 1994 : meilleur acteur pour La vida conyugal
- Premio Ariel 1997 :
  - meilleur acteur pour Cilantro y perejil 
  - meilleur acteur dans un second rôle pour Luces de la noche
- 2000 : Ariel d'argent du meilleur acteur pour Sexo, pudor y lágrimas
- 2003 : MTV Movie Award-Mexico du meilleur Bichir dans un film pour Ciudades oscuras
- ALMA Awards 2009 : meilleur acteur dans une série télévisée comique pour Weeds
- 15e cérémonie des Screen Actors Guild Awards 2009 : meilleure distribution pour une série télévisée comique dans Weeds[4]
- ALMA Awards 2011 : meilleur acteur pour A Better Life
- Premio Ariel 2011 : meilleur acteur pour Hidalgo, La historia jamas contada.
- ALMA Awards 2012 : meilleur acteur dans un second rôle pour Savages
- Black Reel Awards 2012 : meilleur acteur pour A Better Life
- Film Independent's Spirit Awards 2012 : meilleur acteur pour A Better Life
- 84e cérémonie des Oscars 2012 : meilleur acteur pour le rôle de Carlos Galindo dans A Better Life
- 18e cérémonie des Screen Actors Guild Awards 2012 : meilleur acteur pour A Better Life
- Awards Circuit Community Awards 2015 : meilleure distribution pour Les huit salopards[3]
- Gold Derby Awards 2016 : meilleure distribution pour Les huit salopards[3]
- Mexican Cinema Journalists 2017 : meilleur acteur pour 7:19